# Даф, Омар
 Ома́р Даф  (фр. Omar Daf; род. 12 февраля 1977[…], Дакар) — сенегальский футболист, защитник. Главный тренер футбольного клуба «Амьен».

## Карьера

### Клубная
Начал карьеру футболиста в сезоне 1995/96 в сенегальском клубе «Горе». Вскоре перебрался в Бельгию в клуб «Вестерло», выступавший в то время во втором дивизионе. Следующий сезон провёл во французской команде «Тонон-Шабле», выступавшей в Национальном чемпионате 2. Следующим клубом в карьере стал клуб Лиги 2 «Сошо», в котором защитник оказался в 1997 году. По итогам сезона 1997/98 «Сошо» завоевал право выступления в Лиге 1. Дебютировал в Лиге 1 25 сентября 1998 года в матче против «Пари Сен-Жермен». В дальнейшем отыграл за «Сошо» ещё 11 сезонов и в 2009 году перешёл в «Брест», в составе которого также сумел выйти из Лиги 2 в Лигу 1.
Летом 2012 года защитник вернулся в «Сошо».
19 мая 2013 года объявил о завершении карьеры.

### В сборной
Выступал за сборную Сенегала с 1998 года по 2012 год. В составе сборной принимал участие в 5 Кубках африканских наций (2000, 2002, 2004, 2006 и 2012) и чемпионате мира 2002 года.

## Тренерская карьера
Тренерская карьера сенегальца началась в «Сошо», где он был выполнял обязанности главного тренера в двух матчах: против «Валансьена» (2-1) и «Бордо» (1-5). В 2014—2015 годах был помощником нового главного тренера «Сошо» Оливье Эшуафни. В сентябре 2015 года вновь исполняет обязанности главного тренера.

## Достижения
- Вице-чемпион Африки: 2002